# Dihybrid klyvning
En dihybrid klyvning eller dihybrid korsning är när man får avkomma från två grupper av individer (minst en individ per grupp) där individerna i den ena gruppen har två ärftliga egenskaper som skiljer sig på ett välkänt sätt från motsvarande två egenskaper i den andra gruppen, men är lika inom respektive ursprungsgrupp. De två egenskaperna styrs av var sin gen. Detta är en vanlig genetisk undersökningsmetod som användes redan av Gregor Mendel. 
|    | RY   | Ry   | rY   | ry   |
| RY | RRYY | RRYy | RrYY | RrYy |
| Ry | RRYy | RRyy | RrYy | Rryy |
| rY | RrYY | RrYy | rrYY | rrYy |
| ry | RrYy | Rryy | rrYy | rryy |

Dihybrid klyvning illustrerad med en Punnettkvadrat.